# Стадион Фелисијано Сасерес
Стадион Фелисијано Сасерес (шп. Estadio Feliciano Cáceres)  је вишенаменски стадион који се налази у Лукеу, Парагвај. Највише се користи за фудбал. То је домаћи стадион за фудбалски клубо Спортиво Лукењо и носи име по бившем председнику клуба Фелисиану Сасересу. Стари стадион је срушен и овај стадион је изграђен за употребу на Копа Америка 1999. На стадиону су се играле утакмице групе А играле су репрезентације Уругваја, Колумбије, Аргентине и Еквадора.